# Classi Q e R
Le classi Q e R furono due gruppi da 8 cacciatorpediniere ciascuno costruiti per la Royal Navy britannica nell'ambito del War Emergency Programme. Furono anche note come la Terza e la Quarta Flottiglia di Emergenza. Le unità delle due classi servirono principalmente con compiti di scorta ai convogli durante la seconda guerra mondiale. Tre navi della classe Q vennero trasferite alla Royal Australian Navy al momento dell'ingresso in servizio, mentre altre due vennero cedute nel 1945. La Roebuck venne colpita durante la costruzione e affondò parzialmente nel cantiere di Greenock dove rimase per nove mesi prima di essere recuperata e completata.

## Progetto
Le unità delle due classi furono principalmente ripetizioni delle precedenti classi O e P, con uno scafo più ampio che richiamava a quello delle classi J, K e N che comportò una crescita nel dislocamento. Avendo meno cannoni delle unità J, K e N lo spazio risparmiato venne utilizzato per aumentare la quantità di carburante imbarcato, portando l'autonomia a 8.658 km ad una velocità di 20 nodi, aumentando così di più di 1.500 km il raggio d'azione. Come le precedenti unità O e P queste navi vennero armate in maniere differenti a seconda della disponibilità di armamenti al momento della costruzione: la maggior parte delle unità ricevette quindi i cannoni da 190 mm su affusti che permettevano un'elevazione non superiore a 40°. Per il controllo fuoco era installato un sistema Fuze Keeping Clock.
Nella classe Q il cannone in posizione Y era rimovibile per accogliere un maggior numero di cariche di profondità o l'equipaggiamento da dragamine.
Le unità classe R erano uguali alle Q eccettuata la disposizione degli alloggi ufficiali, trasferiti da poppa a mezzanave, più vicino al ponte di comando, per facilitare i cambi di guardia anche in situazioni di brutto tempo, in cui spesso il ponte principale delle navi era completamente inondato. L'installazione di passerelle protette avvenne infatti solo a partire dalla classe V, ordinata nel 1941.
Nel corso della guerra, la mitragliere Oerlikon da 20 mm singole ai lati del ponte di comando vennero rimpiazzate da affusti idraulici binati. La Rotherham, la Raider e la Rocket vennero in seguito modificate per accogliere al posto delle mitragliere e della luce di ricerca a mezzanave quattro cannoni antiaerei singoli da 40 mm Bofors. In seguito i proiettori di ricerca vennero reinstallati a spese dello spazio per le cariche di profondità. La Raider fu l'unica unità a ricevere altre quattro mitragliere Oerlikon in affusti binati Mark V. Il Radar Type 290 venne sostituito dal più moderno Type 291, e in seguito dal Type 293 solo su alcune unità. Il Type 272 venne aggiunto su una piattaforma tra i tubi lanciasiluri sulle Rotherham, Racehorse, Rapid, Raider e Roebuck mentre sulle altre navi trovò spazio sull'albero di prua. Il sistema di acquisizione di bersagli "Huff Duff" venne installato su Racehorse, Raider, Rapid, Redoubt e Relentless.

## Navi

### Classe Q
- Queenborough, costruita nei cantieri Swan Hunter & Wigham Richardson, Wallsend, ceduta alla Royal Australian Navy e rinominata HMAS Queenborough nel 1945, in seguito convertita in fregata Type 15, venduta per essere demolita nel 1975.
- Quadrant, costruita nei cantieri Hawthorn Leslie & Company, Hebburn, ceduta all'Australia e rinominata HMAS Quadrant nel 1945, in seguito convertita in fregata Type 15, venduta per essere demolita nel 1962.
- Quail, costruita nei cantieri Hawthorn Leslie, colpita da una mina al largo di Bari il 15 novembre 1943, affondata durante il traino verso il porto di Taranto il 18 giugno 1944.
- Quality, costruita nei cantieri Swan Hunter, ceduta all'Australia e rinominata HMAS Quality nel 1942, venduta per essere demolita nel 1958.
- Quentin, costruita nei cantieri J. Samuel White, Cowes, silurata e affondata da aerei italiani al largo di La Galite il 2 dicembre 1942.
- Quiberon, costruita nei cantieri White, ceduta all'Australia e rinominata HMAS Quiberon nel 1942, in seguito convertita in fregata Type 15, venduta per essere demolita nel 1972.
- Quickmatch, costruita nei cantieri White, ceduta all'Australia e rinominata HMAS Quickmatch nel 1942, in seguito convertita in fregata Type 15, venduta per essere demolita nel 1972.
- Quilliam *, costruita nei cantieri Swan Hunter, ceduta alla Royal Netherlands Navy e rinominata HNLMS Banckert nel 1945, venduta per essere demolita nel 1957.

* = Capoflottiglia

### Classe R
- Rotherham *, costruita nei cantieri John Brown & Company di Clydebank, ceduta alla Indian Navy e rinominata Rajput nel 1949.
- Racehorse, costruita nei cantieri John Brown, venduta per essere demolita nel 1949.
- Raider, costruita nei cantieri Cammell Laird & Company di Birkenhead, ceduta all'India e rinominata Rana nel 1949.
- Rapid, costruita nei cantieri Cammell Laird, convertita in fregata Type 15 nel 1953, affondata come bersaglio il 3 settembre 1981.
- Redoubt, costruita nei cantieri John Brown, ceduta all'India e rinominata Ranjit nel 1949.
- Relentless, costruita nei cantieri John Brown, convertita in fregata Type 15 nel 1951, venduta per essere demolita nel 1971.
- Rocket, costruita nei cantieri Scotts Shipbuilding & Engineering Company di Greenock, convertita in fregata Type 15 nel 1951, venduta per essere demolita nel 1967.
- Roebuck, costruita nei cantieri Scotts, convertita in fregata Type 15 nel 1953, venduta per essere demolita nel 1968.

* = Capoflottiglia